# Single-system image
Single-system image of SSI is een vorm van distributed computing waarbij door het gebruik van een algemene interface, meerdere netwerken, gedistribueerde databases of servers zichzelf presenteren aan een gebruiker als één systeem. Met andere woorden, het besturingssysteem wordt gedeeld door alle, in het systeem aanwezige, nodes. 
Enkele voorbeelden van Single System Image besturingssystemen:
- Amoeba
- DragonFly
- Genesis
- Kerrighed
- Mosix/OpenMosix
- Nomad
- OpenSSI
- Plurix
- Sprite
- TruCluster